# Breguet Br.691
Бреге́ Br.691 (фр. Breguet Br.691) — двомоторний штурмовик виробництва французької авіакомпанії Bréguet періоду Другої світової війни. Штурмовик активно використовувався під час французької кампанії незважаючи на невелику кількість літаків на озброєнні.

## Історія створення

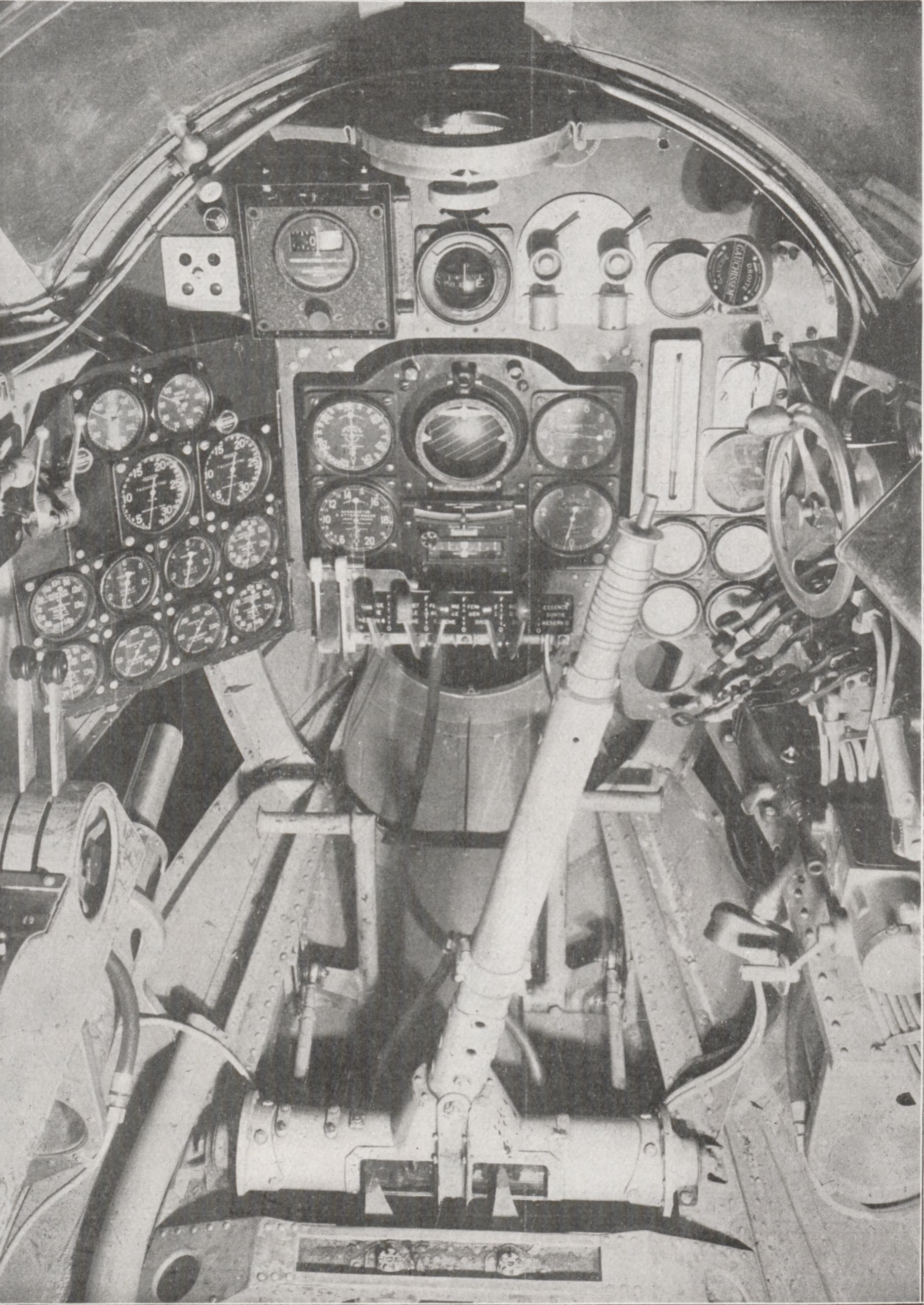
Кабіна Br.690.

В 1934 році міністерство авіації Франції видало замовлення на новий тримісний важкий винищувач. В компанії Bréguet група інженерів під керівництвом Жоржа Рікара, запропонувала суцільнометалевий середньоплан з двокілевим хвостовим оперенням під позначенням Br.690. Літак мав оснащуватись двома 20-мм курсовими гарматами і одного 7,5-мм кулемета в кабіні стрільця, і двома двигунами Hispano-Suiza HS 14AB02/03 потужністю 680 к.с.
В конкурсі взяло участь п'ять фірм, і переможцем було визнано проект фірми Potez P.630. Незважаючи на це робота над прототипом Br.690.01 продовжилась для іншого конкурсу — на штурмовик. Перший прототип, все ще в винищувальній модифікації, вперше піднявся в повітря 23 березня 1938 року. Тестові польоти показали гарну керованість і льотні дані літака і вже в червні 1938 року було зроблено замовлення на перші 100 літаків. Прототип штурмового варіанту Br.691.01 був готовий 22 березня 1939, а перша серійна машина — 15 травня. Загалом було виготовлено близько 350 літаків.

## Основні модифікації
- Br.691AB2 — оснащувався двигунами Hispano-Suiza HS 14AB10/11[en] потужністю 725 к.с. (75 екз.)
- Br.693AB2 — оснащувався двигунами Gnome-Rhône 14M6/7[en] потужністю 700 к.с. (224 екз.)
- Br.695AB2 — оснащувався двигунами Pratt & Whitney R-1535-SB4-G[en] потужністю 825 к.с. (50 екз.)

## Історія використання
В жовтні 1939 року перші Br.691 надійшли на озброєння групи GBA I/54, наступного місяця GBA II/54, а зимою — в групи 51-ї ескадри. На весні вже почали надходити Br.693, але переоснащення затримувалось через проблеми з виготовленням обладнання. Тому 10 травня 1940 року в строю було тільки 19 Br.691 і 38 Br.693 в п'ятьох групах, а загалом з виготовлених 224 Br.693 і 50 Br.695 до бойових частин надійшло тільки 106 і 33 машини відповідно.
Перший бойовий виліт відбувся 12 травня 1941 року, коли літаки 18-го групменту (групи GBA I/54 і GBA II/54) завдали ударів по колонах німецьких військ. Втрати від зенітної артилерії були катастрофічними, з 11 літаків GBA I/54 на аеродром повернулось тільки 2, ще один втратила група GBA II/54. 19-ий групмент (групи GBA I/51 і GBA II/51) все ще освоював літаки і в бій вступив тільки 20 травня. До цього часу тактика використання Br.691/693 вже була вдосконалена — літаки підлітали до цілі на бриючому польоті і тільки біля цілі піднімались на висоту, для подальшої атаки з піке в 45°. Така тактика дозволила зменшити втрати, які щоправда все ще були високими, за час французької кампанії Br.691/693 здійснили більше 500 літако-вильотів і втратили 47 літаків.
На відміну від багатьох інших авіаційних груп французьких ВПС, групи з Br.691/693 не евакуйовувались в Північну Африку, а використовувались до самого перемир'я. Після перемир'я в ВПС режиму Віші залишилось дві штурмові групи, літаки яких в листопаді були передані Люфтваффе. Німеччина в свою чергу передала літаки Італії, але там їх майже не використовували.

## Тактико-технічні характеристики

Дані з Ударная авиация Второй Мировой — штурмовики, бомбардировщики, торпедоносцы

### Технічні характеристики
|                        |                        | Br.691AB2        | Br.693AB2     |
| ---------------------- | ---------------------- | ---------------- | ------------- |
| Довжина                | Довжина                | 9,67 м           | 9,67 м        |
| Висота                 | Висота                 | 3,19 м           | 3,19 м        |
| Розмах крил            | Розмах крил            | 13,37 м          | 13,37 м       |
| Площа крил             | Площа крил             | 29,62 м²         | 29,62 м²      |
| Маса                   | пустого                | 3100 кг          | 3010 кг       |
| Маса                   | максимальна злітна     | 5000 кг          | 4900 кг       |
| Двигуни                | Двигуни                | 2 × HS 14AB10/11 | 2 × GR 14M6/7 |
| Потужність             | Потужність             | 2 × 725 к. с.    | 2 × 700 к. с. |
| Максимальна швидкість  | Максимальна швидкість  | 480 км/год       | 490 км/год    |
| Дальність польоту      | Дальність польоту      |                  | 1350 км       |
| Практична стеля        | Практична стеля        | 8500 м           | 7800 м        |
| Час підйому на 4000 м. | Час підйому на 4000 м. | 7 хв             | 7,2 хв        |

### Озброєння
Стрілецьке
- 1 × 20-мм курсова гармата
- 2 × 7,5-мм курсові кулемети
- 1 × 7,5-мм кулемет в верхній установці
- 1 × 7,5-мм кулемет в нижній установці

Бомбове
- 8 × 50 кг бомб в бомбовому відсіку